# Mowgli's Road
„Mowgli's Road” este un cântec al artistei galeze Marina and the Diamonds de pe albumul sau de debut, The Family Jewels (2010). Piesa a fost lansată pe 13 noiembrie 2009, ca lead single-ul albumului, care conține un cover a lui Late of the Pier "Space and the Woods", "Mowgli's Road" inițial a apărut ca un B-side pentru single-ul "Obsessions", care a fost lansat pe 16 februarie 2009 de către Neon Gold Records.
Titlul este o referire la personajul cu același nume din Cartea Junglei din colecția povestei lui Rudyard Kipling.

## Videoclipul
Videoclipul pentru "Mowgli's Road" a fost regizat de Chris Sweeney și a fost lansat pe YouTube, la data de 20 octombrie 2009. Videoclipul prezintă Diamandis și două fete, cu membrele si trunchi din origami dansând într-o lumină la fața locului cu un ecran alb. În al doilea vers, Diamandis cântă într-un microfon pe un suport. Și începe cu picioarele lui Diamandis fără iluminare și dând din picioarele ei de origami pe ritmul muzicii. Când lumina se aprinde, Diamandis începe cântând și se deplasează cu picioarele ei origami; doi dansatori de sex feminin cu aceleași picioarele apar și dansează cu ea. După repetarea refrenul, Diamandis este prezentată cu trunchiul ei de origami, mișcanduse sus și în jos în timp ce canta al treilea vers. În timp ce muzica continuă în cântec, Diamandis și dansatorii dansează cu toate membrele în formă origami. Videoclipul se încheie cu iluminarea setului ieșind și toate stau asa cum Diamandis a fost la început.

## Lista pieselor
- UK iTunes single[3]

1. "Mowgli's Road" – 3:05
2. "Space and the Woods" – 2:49

- UK iTunes remixes

- "Mowgli's Road" (The Phenomenal Handclap Band Remix) – 4:53
- "Mowgli's Road" (Russ Chimes Remix) – 5:09

- UK limited edition 7" single[6]

A. "Mowgli's Road" – 3:05
B. "Space and the Woods" – 2:49